# Change (bài hát của Taylor Swift)
"Change" là bài hát của ca sĩ nhạc pop đồng quê người Mỹ Taylor Swift. Ca khúc được phát hành trên iTunes vào ngày 8 tháng 8 năm 2008, là một phần của album tổng hợp AT&T TEAM USA Soundtrack. Bài hát cũng xuất hiện trong album phòng thu thứ hai của cô, Fearless. Sau vụ tranh chấp quyền sở hữu tác phẩm của Taylor Swift năm 2019, cô thu âm lại bài hát với tựa đề "Change (Taylor's Version)" cho album thu âm lại Fearless (Taylor's Version) (2021).

## Bảng xếp hạng
| Bảng xếp hạng (2008)                 | Vị trí cao nhất |
| ------------------------------------ | --------------- |
| Hoa Kỳ Billboard Hot 100             | 10              |
| Hoa Kỳ Pop 100 (Billboard)           | 21              |
| Hoa Kỳ Hot Country Songs (Billboard) | 57              |

## Chứng nhận

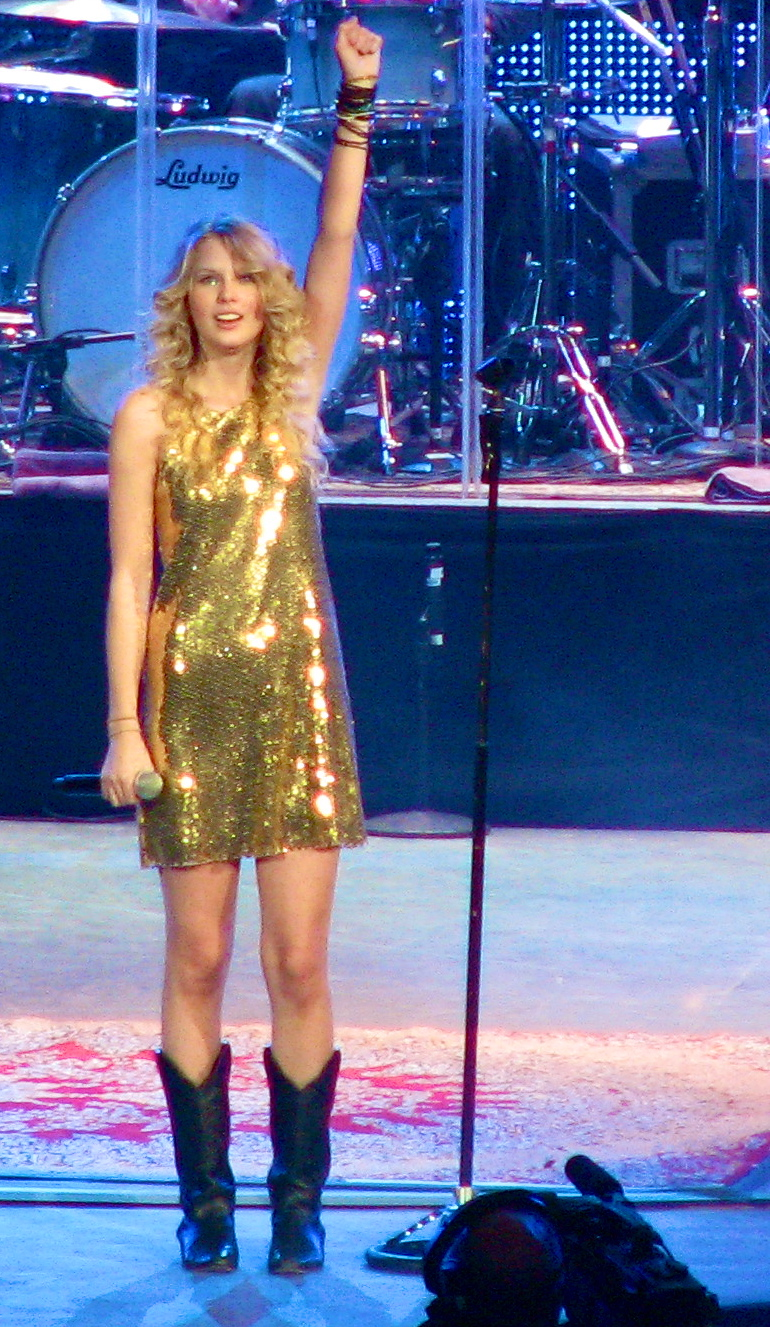
Swift biểu diễn "Change" ở Houston Rodeo

| Quốc gia                                 | Chứng nhận | Số đơn vị/doanh số chứng nhận |
| ---------------------------------------- | ---------- | ----------------------------- |
| Hoa Kỳ (RIAA)                            | Vàng       | 500.000*                      |
| * Chứng nhận dựa theo doanh số tiêu thụ. |            |                               |